# 阿卜杜勒-阿齐兹·尼基耶马
阿卜杜勒-阿齐兹·尼基耶马（Abdoul-Aziz Nikiema，1985年6月12日—）一般称作阿布，布基纳法索足球运动员，司职中场，现效力于中超球队青岛中能。